# Kalle Nyman
Karl Gustaf Konrad "Kalle" Nyman, född 12 november 1882 i Helsingfors, död 27 augusti 1937 i Port Arthur, Ontario, var en finländsk apotekare. Han var bror till Primus Nyman.
Nyman deltog i grundandet av Finlands svenska arbetarförbund och var chefredaktör för tidningen Arbetaren 1905–1906.